# Jacquemontia cataractae
Jacquemontia cataractae är en vindeväxtart som beskrevs av Antonio Krapovickas. Jacquemontia cataractae ingår i släktet Jacquemontia och familjen vindeväxter. Inga underarter finns listade i Catalogue of Life.